# Червено и черно (филм, 1954)
„Червено и черно“ (на френски: Le rouge et le noir) е френски филм драма от 1954 година, на режисьора Клод Отан-Лара, по едноименния роман на Стендал с участието на Жерар Филип, Даниел Дарийо и Антонела Луалди

## Сюжет
Заседание на съда по делото на Жулиен Сорел. На обвиняемия се дава последна дума, в която той не иска милост, а осъжда присъстващите в желанието им да го накажат за ниския му произход, но изкачил се в избраното общество. Съдът излиза за консултация.
Преди няколко години. Бащата на Жулиен, го води на служба като възпитател при господин дьо Ренал. Започва връзка между мадам дьо Ренал и Жулиен. Сорел влиза в стаята ѝ, където прекарва нощта.
Мадам дьо Ренал настоява за участието на Жулиен в почетната гвардия, което предизвиква слухове в града и сред военните. Абат Шелан е възмутен от червената униформа на Жулиен, преоблича го в черни дрехи и го води на среща с епископа. По време на службата Жулиен разбира, че първата роля в света се играе не от краля, а от епископа. Тези мисли го водят до семинарията в Безансон. Това се улеснява и от анонимно писмо, адресирано до господин дьо Ренал, в което се осъжда съпругата му за измяна.
В Париж Сорел влиза в къщата на маркиз дьо ла Мол, чийто секретар става. Дъщерята на маркиза Матилда обръща внимание на Жулиен. Сложна романтика избухва между двамата млади, презрение на Матилда през деня и страстни нощи.
Изповедникът на мадам дьо Ренал ѝ диктува писмо за маркиза, в което тя говори за Жулиен като кариерист, който полага големи усилия, за да постигне целта си. Възмутен, Жулиен се връща във Вериер, където по време на служба в църквата, два пъти прострелва госпожа дьо Ренал.
Сорел е арестуван и отказва да се признае за виновен. Абат Шелан и госпожа дьо Ренал, която оцелява и продължава да го обича, го убеждават да помисли и да се върне в лоното на църквата.
Мадам дьо Ренал умира три дни след екзекуцията на Жулиен, прегръщайки децата си.

## В ролите
| Изпълнител       | Роля                 |
| ---------------- | -------------------- |
| Жерар Филип      | Жулиен Сорел         |
| Даниел Дарийо    | мадам Луиза де Ренал |
| Антонела Луалди  | Матилда де ла Мол    |
| Жан Меркюр       | маркиз де ла Мол     |
| Жан Мартинели    | господин де Ренал    |
| Андре Брюно      | абат Шелан           |
| Антoан Балпетyр  | абат Пирар           |
| Ана Мария Сандри | Елиза                |